# Statue d'Ignacy Jan Paderewski (Varsovie)
La statue d'Ignacy Jan Paderewski (en polonais Pomnik Ignacego Jana Paderewskiego), œuvre de Michał Kamieński, est un monument situé parc Ujazdowski, arrondissement de Śródmieście, à Varsovie.

## Sources
- (pl) Cet article est partiellement ou en totalité issu de l’article de Wikipédia en polonais intitulé « Pomnik Ignacego Jana Paderewskiego w Warszawie » (voir la liste des auteurs).